# Neomaso articeps
Neomaso articeps là một loài nhện trong họ Linyphiidae.
Loài này thuộc chi Neomaso. Neomaso articeps được Alfred Frank Millidge miêu tả năm 1991.